# ГЕС Вікторія-Фоллс
ГЕС Вікторія-Фоллс – гідроелектростанція у Замбії на прикордонній із Зімбабве річці Замбезі (басейн Індійського океану). Розташована вище від ГЕС Кариба, становить верхній ступінь в каскаді, при цьому в подальшому нижче від Вікторія-Фоллс планується спорудження ГЕС Batoka Gorge.
Ліцензію на використання гідроенергетичного потенціалу Замбезі в районі всесвітньо відомого водоспаду Вікторія видали компанії Victoria Falls and Transvaal Power ще у 1906 році. Втім, будівництво ГЕС почалось лише за три десятиліття та завершилось введенням у 1938-му двох турбін потужністю всього по 1,1 МВт. Такий показник був вельми замалим в порівнянні з потенціалом району, навіть якщо враховувати вимоги уряду щодо уникнення жодного суттєвого впливу (включаючи візуальний) на водоспад. У 1949-му зазначена компанія продала проект уряду Північної Родезії (яка невдовзі стала Замбією).
В 1956-му ГЕС розширили за рахунок ще двох турбін потужністю по 3 МВт (разом з першими носять назву Станція А), а в наступному десятилітті спорудили підземний машинний зал Станції В, який обладнали шістьма гідроагрегатами по 10 МВт. Нарешті, в 1972-му додали Станцію С, обладнану чотирма турбінами по 10 МВт.
Всі ці черги працюють за однією й тою ж схемою. Незадовго перед водоспадом обладнано виступаючий у річку на півсотні метрів водозабір, від якого через лівобережний гірський масив прямує тунель-канал довжиною 1,1 км. Після Вікторія-Фоллс він завершується водозливною греблею, за якою вниз до річки розташований каскад штучних водоспадів. На пів-дороги від тунелю-каналу вправо відгалужується менший дериваційний канал, котрий переходить у напірні водоводи до машинних залів.
ГЕС обладнана турбінами типу Френсіс, що працюють з напором у 107 метрів.
У 2000 році Станція А зупинилась через поганий технічний стан, проте станом на 2008-й пройшла реабілітацію та була повторно введена в експлуатацію.
Можливо також відзначити, що Зімбабве планує спорудити гідроелектростанцію з свого боку водоспаду (станом на 2017 рік до реалізації цього проекту справа не дійшла).